# Биллиат, Хама
Хама Биллиат (англ. Khama Billiat; род. 19 августа 1990, Хараре) — зимбабвийский футболист, в настоящее время выступает за южноафриканский «Кайзер Чифс».

## Клубная карьера
Биллиат — воспитанник молодёжной футбольной академии «Эйсис» из Зимбабве.
Летом 2010 года Хама перешёл в кейптаунский «Аякс» из зимбабвийского клуба «КАПС Юнайтед», с которым Биллиат только за 3 месяца до этого подписал первый профессиональный контракт. В «Аякс» Хама перешёл вместе со своим бывшим одноклубником, Тафадзва Русике. 20 августа 2010 он дебютировал за «Аякс» в игре против «Мамелоди Сандаунз», закончившейся победой в серии пенальти нового клуба Хамы. В 2011 году Хама получил награду лучшему новичку «Аякса», а в 2012 году стал лучшим бомбардиром клуба. 21 июля 2012 года после товарищеского матча с «Манчестер Юнайтед», завершившегося ничьей 1:1, Хама удостоился похвалы от Рио Фердинанда, который сказал, что молодой полузащитник заслуживает внимания, обладает высокой скоростью и хорошим контролем мяча.
Летом 2013 года Хама был на просмотре в московском «Локомотиве».
19 августа 2013 года подписал пятилетний контракт с «Мамелоди Сандаунз». 28 августа 2013 года он дебютировал за «Мамелоди Сандаунз» в матче против «Платинум Старз». Первый гол за клуб он забил почти месяц спустя в домашней игре против «Бидвест Витс». 21 ноября 2017 года Биллиат сделал дубль в матче против «Бидвест Витс».
В июне 2018 года Биллиат перешёл из «Мамелоди Сандаунз» в «Кайзер Чифс», подписав контракт на три года. Он дебютировал за клуб 4 августа 2018 года в матче Лиги чемпионов со своим бывшим клубом «Мамелоди Сандаунс», матч завершился вничью 1:1.

## Карьера в сборной
Хама играл за юношеские и молодёжные сборные Зимбабве. В главной сборной страны Биллиат дебютировал 26 марта 2011 года против Мали в отборочном матче Кубка африканских наций. Он довольно быстро стал игроком основного состава, проведя в 2011 году 6 матчей и забив 2 гола. В следующем году Хама принял участие в 5 играх, отличившись 1 раз.
Биллиат в составе сборной Зимбабве принял участие на Кубке африканских наций в Габоне.
Летом 2019 года на Кубке африканских наций в Египте, Хама был вызван в состав своей национальной сборной. Во втором матче против Уганды он на 40-й минуте забил гол, а команды сыграли в ничью 1:1.
В ноябре 2021 года Биллиат был назначен капитаном сборной против Южной Африки в отборочном матче чемпионата мира 2022 года. Он завершил карьеру в сборной Зимбабве после своего последнего матча против Эфиопии в отборочном турнире чемпионата мира 2022.

### Статистика в сборной
| Сборная  | Год   | Игры | Голы |
| -------- | ----- | ---- | ---- |
| Зимбабве | 2011  | 6    | 2    |
| Зимбабве | 2012  | 5    | 1    |
| Зимбабве | 2013  | 4    | 1    |
| Зимбабве | 2014  | 0    | 0    |
| Зимбабве | 2015  | 2    | 1    |
| Зимбабве | 2016  | 5    | 2    |
| Зимбабве | 2017  | 4    | 0    |
| Зимбабве | 2018  | 7    | 4    |
| Зимбабве | 2019  | 10   | 6    |
| Зимбабве | 2020  | 3    | 0    |
| Зимбабве | 2021  | 5    | 0    |
| Всего    | Всего | 51   | 17   |